# 아나톨리 카르포프

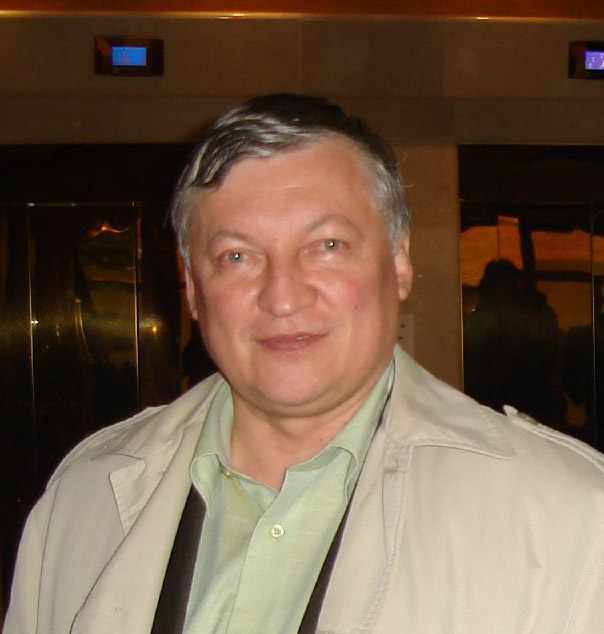
2006년의 아나톨리 카르포프

아나톨리 예브겐예비치 카르포프(러시아어: Анато́лий Евге́ньевич Ка́рпов, 1951년 5월 23일 ~ )는 소련과 러시아의 체스 그랜드마스터이자 전 세계 체스 선수권 대회 챔피언이다. 1975년부터 1985년에 가리 카스파로프에게 패배하기 전까지 공식 세계 챔피언이었다.

## 생애
카르포프는 1951년 5월 23일에 소련 우랄산맥 지역의 즐라토우스트에서 태어났으며, 4살 때 체스를 배우기 시작하였다.

## 저명한 경기
- Viktor Korchnoi vs Anatoly Karpov, Moscow 1973
- Anatoly Karpov vs Gyula Sax, Linares 1983
- Anatoly Karpov vs Veselin Topalov, Dos Hermanas 1994